# اس‌اس آسیاتیک (۱۸۷۱)
اس‌اس آسیاتیک (۱۸۷۱) (به انگلیسی: SS Asiatic (1871)) یک کشتی بود که طول آن ۳۲۶ فوت ۵ اینچ (۹۹٫۴۹ متر) بود. این کشتی در سال ۱۸۷۱ ساخته شد.